# Princ i niščij (film 1972)
Princ i niščij (Принц и нищий) è un film del 1972 diretto da Vadim Dmitrievič Gauzner.

## Trama
Il giovane ladro Tomi vuole ringraziare l'uomo che ha pagato il riscatto per lui ai banditi e per questo va a palazzo. Lungo la strada, incontra il Principe Edoardo, che gli somiglia proprio, e decidono di scambiarsi i ruoli.